# Georgische Beachhandball-Nationalmannschaft der Juniorinnen
Die georgische Beachhandball-Nationalmannschaft der Juniorinnen repräsentiert den georgischen Handballverband als Auswahlmannschaft auf internationaler Ebene bei Länderspielen im Beachhandball gegen Mannschaften anderer nationaler Verbände.
Eine als Überbau fungierende A-Nationalmannschaft wurde bislang anders als ein männliches Pendant noch nicht gegründet.

## Geschichte
Beachhandball hat in Georgien nur wenig Tradition. Bislang wurden noch nie A-Nationalmannschaften aufgestellt. Eine Juniorinnen-Nationalmannschaft wurde bisher einzig für die Junioren-Europameisterschaften 2012 im heimischen Batumi zusammengestellt. Die Mannschaft der Juniorinnen setzte sich aus Spielerinnen der Hallen-Nachwuchsnationalmannschaft zusammen. Sie belegte den achten und damit letzten Platz im Turnier. Nachdem die Mannschaft zunächst alle Spiele ohne eigenen Satzgewinn verloren hatte, konnte Georgien im abschließenden Spiel um den siebten Rang die Mannschaft aus dem Nachbarland Armenien in einem engen Spiel schlagen.

## Teilnahmen
| Olympische Jugendspiele - 2018 (U 18): nicht qualifiziert - 2026 (U 18): Junioren-Weltmeisterschaften - 2017 (U 17): nicht qualifiziert - 2022 (U 18): nicht qualifiziert | Junioren-Europameisterschaften - 2008 (U 18): keine Teilnahme - 2011 (U 19): keine Teilnahme - 2012 (U 18): 7. - 2013 (U 19): keine Teilnahme - 2014 (U 18): keine Teilnahme - 2015 (U 19): keine Teilnahme - 2016 (U 16): keine Teilnahme - 2017 (U 17): keine Teilnahme - 2018 (U 18): keine Teilnahme - 2019 (U 17): keine Teilnahme - 2020 (U 16): ausgefallen - 2021 (U 17): keine Teilnahme - 2022 (U 16): keine Teilnahme - 2023 (U 17): |

- JEM 2012 (U 18): Ana Abramischwili • Salome Dawladse • Tinatin Kawlaschwili • Tamriko Chalwaschi • Rusudan Lortschoschwili • Mariami Mukasashvili • Nestan Narimanidse • Sopiko Narimanidse • Sopiko Rishamadse • Elene Sivsiva[1]

## Trainer
| Cheftrainer/in - 2012: Georgi Omar Tsivtsivadze | Co-Trainer/in - 2012: Irakli Kutaladze |